# Thrust2

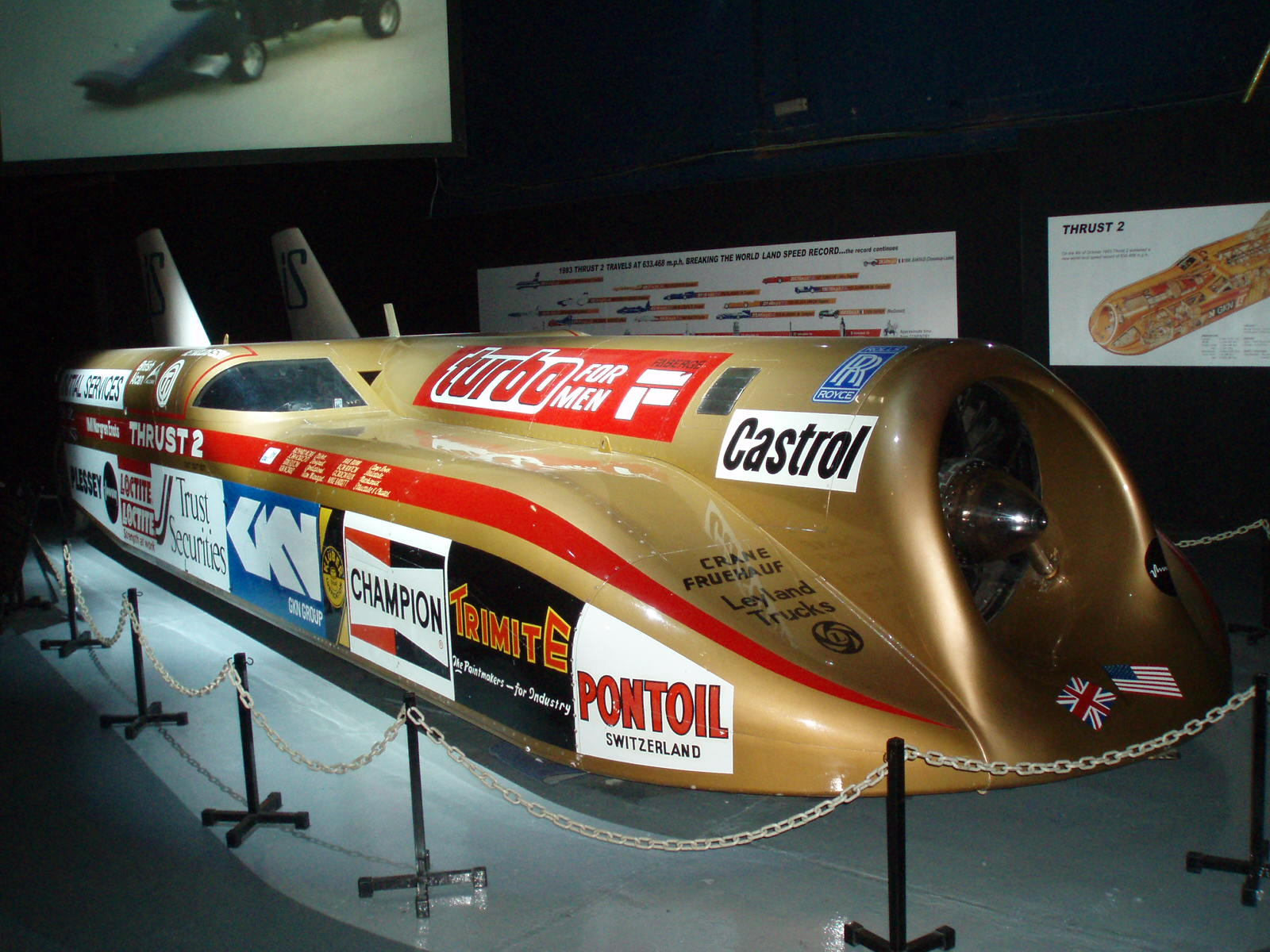
Thrust2 im Coventry Transport Museum.

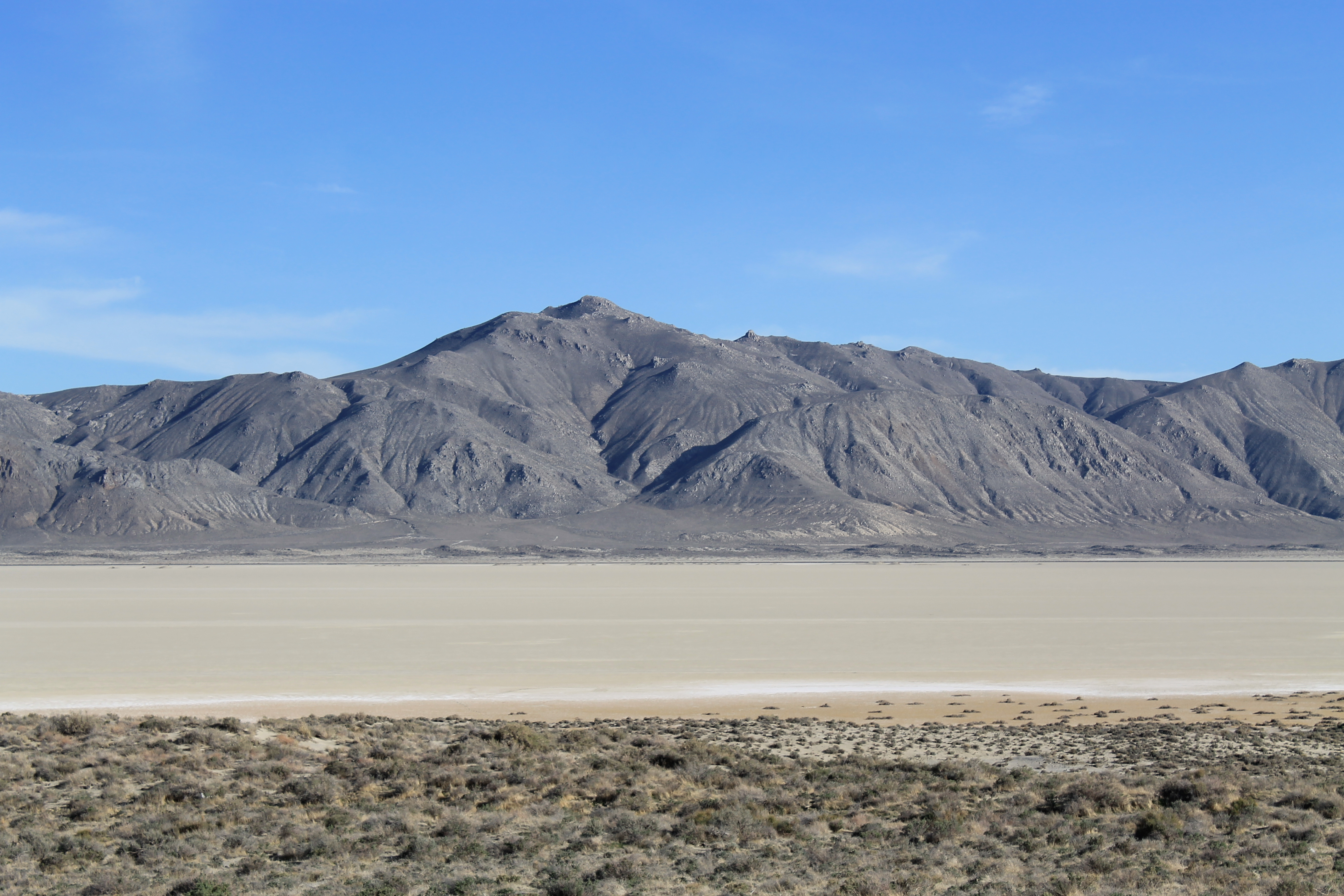
Die Black Rock Desert – Austragungsort der Läufe von Thrust2

Thrust2 war ein von John Ackroyd konstruiertes turbinengetriebenes Rekordfahrzeug, mit dem Richard Noble am 4. Oktober 1983 einen Geschwindigkeitsweltrekord für Landfahrzeuge aufstellte. Dieser Rekord wurde erst 1997 von Andy Green mit dem direkten „Nachfolgemodell“ ThrustSSC gebrochen (1227,985 km/h).

## Ausgangssituation
Der damals seit 12 Jahren, 11 Monaten und 11 Tagen gültige „Land Speed Record“ (LSR) lag bei 622,407 mph (1001,667 km/h) über eine Meile (bei fliegendem Start). Er war am 23. Oktober 1970 von dem US-Amerikaner Gary Gabelich mit Blue Flame, einem Raketenauto auf dem Bonneville-Salzsee aufgestellt worden. Richard Noble trat an, um diesen Rekord „für Britannien zurückzuholen“.
Die Zeit, die Richard Noble von der Idee, über das erste Konzept bis zum erfolgreichen Rekordversuch benötigte, betrug neun Jahre. 1977 wurde das Thrust2-Projekt offiziell auf der Motorfair 1977 am Londoner Earls Court vorgestellt. 1978 begannen Konstruktion und Bau von Thrust2. Der dafür eingestellte Designer John Ackroyd zog sich für die Entwurfsstudien in ein verlassenes Cottage auf der Isle of Wight zurück.

## Die Vorstufe (Thrust1)
Nobles Plan war es, drei Fahrzeuge zu bauen: Das erste Fahrzeug (Thrust1) war als reine „Testplattform“ für die Teile-Entwicklung und Turbinentests gedacht, und war nicht für den Rekordversuch gedacht. Danach sollte mit dem zweiten Fahrzeug (Thrust2) ein „Demonstration-Car“ gebaut werden, mit dem Interesse bei potenziellen Sponsoren geweckt werden sollte. Als besonderes Highlight war dieses Auto als Zweisitzer, mit einer weiteren Kabine auf der linken Fahrzeugseite, ausgelegt. Noble wollte darin Passagiere/Sponsoren bei Läufen bis zu 200 mph (ca. 320 km/h) beeindrucken und für sein Projekt gewinnen. Als letztes war dann das eigentliche Rekordfahrzeug (Thrust3) geplant.
Thrust1 absolvierte den ersten Hochgeschwindigkeitslauf am 7. März 1977. Der erste Lauf wurde mit stehendem Start bei Leerlaufschub und allmählicher Beschleunigung durchgeführt und erreichte eine geschätzte Höchstgeschwindigkeit von etwa 180 mph (ca. 290 km/h). Der zweite Lauf war ein sogenannter Drag-Start, bei dem der Schub gegen die Bremsen aufgebaut und dann freigegeben wird. Bei ungefähr 140 mph ging ein Hinterradlager fest, das Fahrzeug scherte seitwärts aus und überschlug sich mehrfach. Da diese „Dreifachrolle“ größtenteils in der Luft stattfand und das Auto auf der Seite landete blieb der Schaden am Fahrzeug selbst relativ gering und auch Noble blieb unverletzt. Das Rolls-Royce Derwent-Triebwerk mit seinen hervorstehenden Brennkammern hat einen großen Teil des Schadens erlitten. Das Strahlrohr wurde abgerissen und mindestens eine Brennkammer wurde zerstört. Thrust1 kam nie wieder zum Einsatz und das Wrack wurde für £ 175 an einen Schrotthändler verkauft. Trotz dieses Rückschlags war Noble nicht entmutigt und sah dies als Abschluss des ersten Schritts seines ursprünglichen Plans.
Nach einer neuen Kalkulation der finanziellen Situation kam Noble zu dem Entschluss das Projekt zu straffen. Die Stufen Thrust2 (als Marketing-Werkzeug) und Thrust3 (als Einsatzfahrzeug) wurden zusammengelegt, und die weitere Entwicklungsarbeit in die Hände von John Ackroyd gelegt.

## Übersicht der mit Thrust2 erzielten Resultate
Bei dem Rekordversuch am 3. Oktober wurden im Einzelnen folgende Resultate erzielt:
| Jahr | Datum      | Ort               | Fahrer        | Fahrzeug | mph     | km/h     | Anmerkungen                                                                                            |
| ---- | ---------- | ----------------- | ------------- | -------- | ------- | -------- | --- |
| 1983 | 4. Oktober | Black Rock Desert | Richard Noble | Thrust2  | 633,468 | 1019,468 | der anerkannte Rekord, gemittelt aus den zwei Läufen über die gemessenen Meile                         |
| 1983 | 4. Oktober | Black Rock Desert | Richard Noble | Thrust2  | 624.241 | 1004.619 | Das Ergebnis des ersten Laufs                                                                          |
| 1983 | 4. Oktober | Black Rock Desert | Richard Noble | Thrust2  | 642.971 | 1034.762 | Das Ergebnis des zweiten Laufs                                                                         |
| 1983 | 4. Oktober | Black Rock Desert | Richard Noble | Thrust2  | 650,88  | 1047,490 | der schnellste Einzellauf, den das Fahrzeug jemals absolvierte (ohne „Back-Up“ innerhalb einer Stunde) |

## Technische Daten und Informationen zum Fahrzeug
- Thrust2 wird von einer Rolls-Royce RB.146 (Avon302C) Strahlturbine angetrieben, die 72 kN Schub liefert. Bei 1100 km/h entspricht das einer Leistung von 22000 kW (30.000 PS).
- Thrust2 ist 8331 mm lang und 2540 mm breit und einschließlich der Heckflossen 2134 mm hoch. Das Fahrzeug allein hat eine Höhe von 1,30 m.
- Der Radstand beträgt 6,35 m, die Spur der Vorderachse 2007 mm und die der Hinterachse bei 2464 mm. Der Wendekreis von Trust2 beträgt 45,7 m.
- Das Fahrzeug hat eine Bodenfreiheit von 5 Zoll (127 mm).
- Die beiden Tanks des Wagens können maximal 124 UK-Gallonen (563,7 Liter) „Jet A 1“ Kerosin -Kraftstoff aufnehmen.
- Das Gesamtgewicht liegt bei 3900 kg.
- Thrust2 ist als Zweisitzer mit einer zweiten Kabine auf der linken Fahrzeugseite ausgelegt, um zahlenden Passagieren bzw. Sponsoren eine „Mitfahrgelegenheit“ bis 200 mph zu bieten.[7]

## Daten und Informationen zu den Rekordversuchen
- Thrust2 benötigte ungefähr 59 Sekunden, um aus dem Stand auf 650 Meilen pro Stunde (1046,07 km/h) zu beschleunigen: in ca. 9 Sekunden, auf 200 mph (321,8 km/h), nach etwa 20 Sekunden 400 mph (643,7 km/h), und 40 Sekunden, um 600 mph (965,606 km/h) zu erreichen.[5]
- Die auf manchen Bildern und Filmaufnahmen sichtbaren Gummireifen wurden nur aufgezogen, um die hoch empfindlichen Aluminium-Scheibenräder während des Schleppens vor Beschädigung zu schützen.
- Bei etwa 300 mph (483 km/h) begannen die Heckflossen das Fahrzeug, das vorher nur schwer zu kontrollieren war („all over the place“ ), für einen sauberen Geradeauslauf zu stabilisieren.
- Bei einer Geschwindigkeit von etwa 600 Meilen pro Stunde begann sich vor dem Fahrzeug eine Stoßwelle („shock wave“) aufzubauen, die als „Nebel“ um das Auto herum auftrat und später von Noble als „etwas wirklich Sehenswertes“ beschrieben wurde.
- Der Gesamtkraftstoffverbrauch für jede Rekordlauf lag bei etwa 60 UK-Gallonen pro Minute (272,7 Liter).
- Nach der Schubabschaltung beim Durchfahren der Ziellinie musste Thrust2 noch bis zu einer Geschwindigkeit von 375 mph (604 km/h) ausrollen, bevor die drei Bremsschirme (Durchmesser je 2,30 Meter) eingesetzt werden konnten.
- Die Schirme verzögern das Fahrzeug auf etwa 130 mph (209 km/h), bevor bei ungefähr 100 mph (161 km/h) die 15-Zoll-Bremsscheiben eingesetzt werden.

## Verbleib
1991 wurde Thrust2 für £ 90.000 zum Verkauf angeboten. Ein extra dafür gegründetes Fundraising sammelte den erforderlichen Betrag und stellte sicher, dass das Fahrzeug nicht ins Ausland verkauft wurde, sondern in Großbritannien blieb und jetzt im Coventry Transport Museum in England ausgestellt ist.

## Galerie

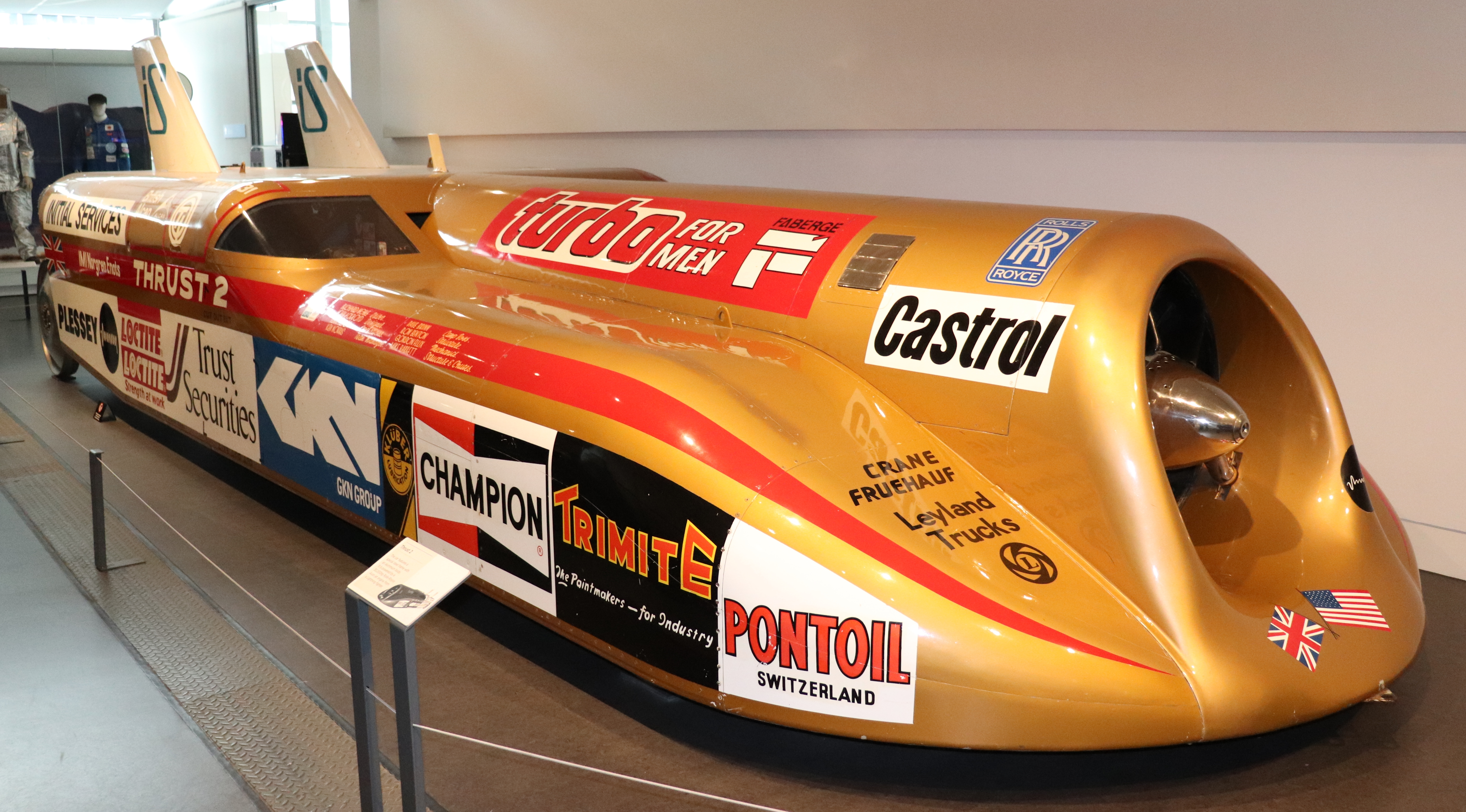
Thrust2 im Coventry Transport Museum (1983)
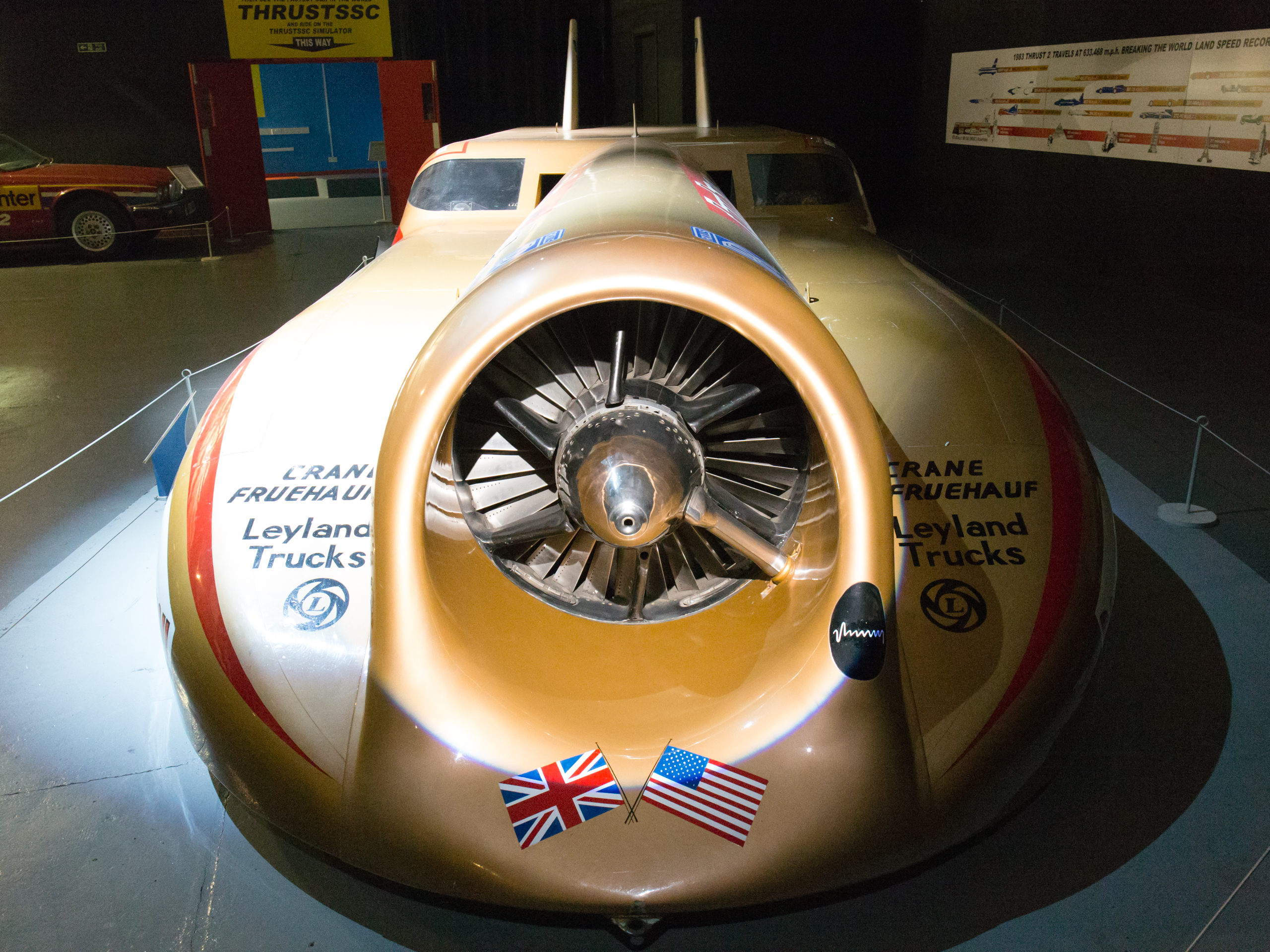
Frontansicht
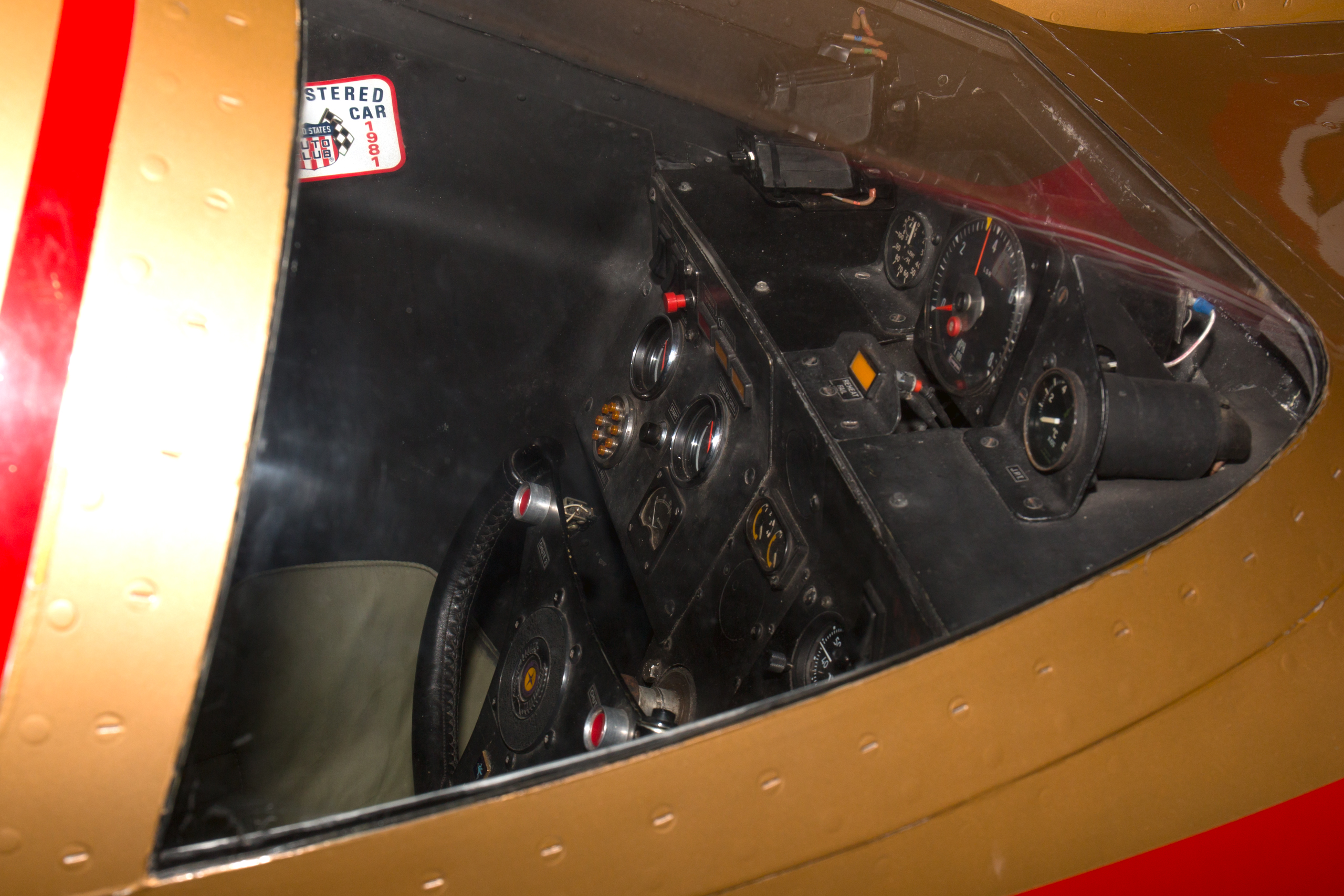
Cockpit
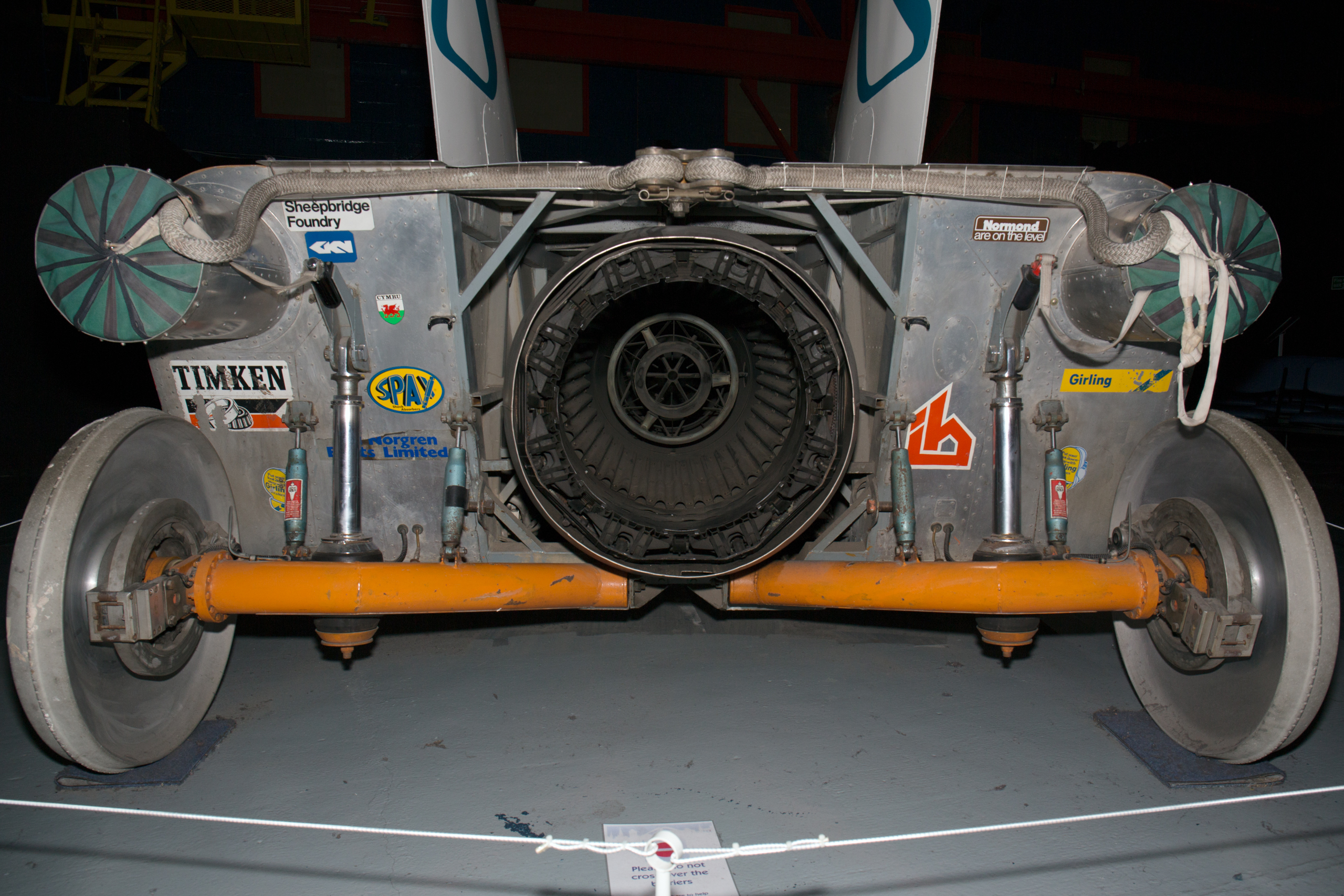
Heckansicht, über den Rädern die Auswurfschächte der Bremsschirme
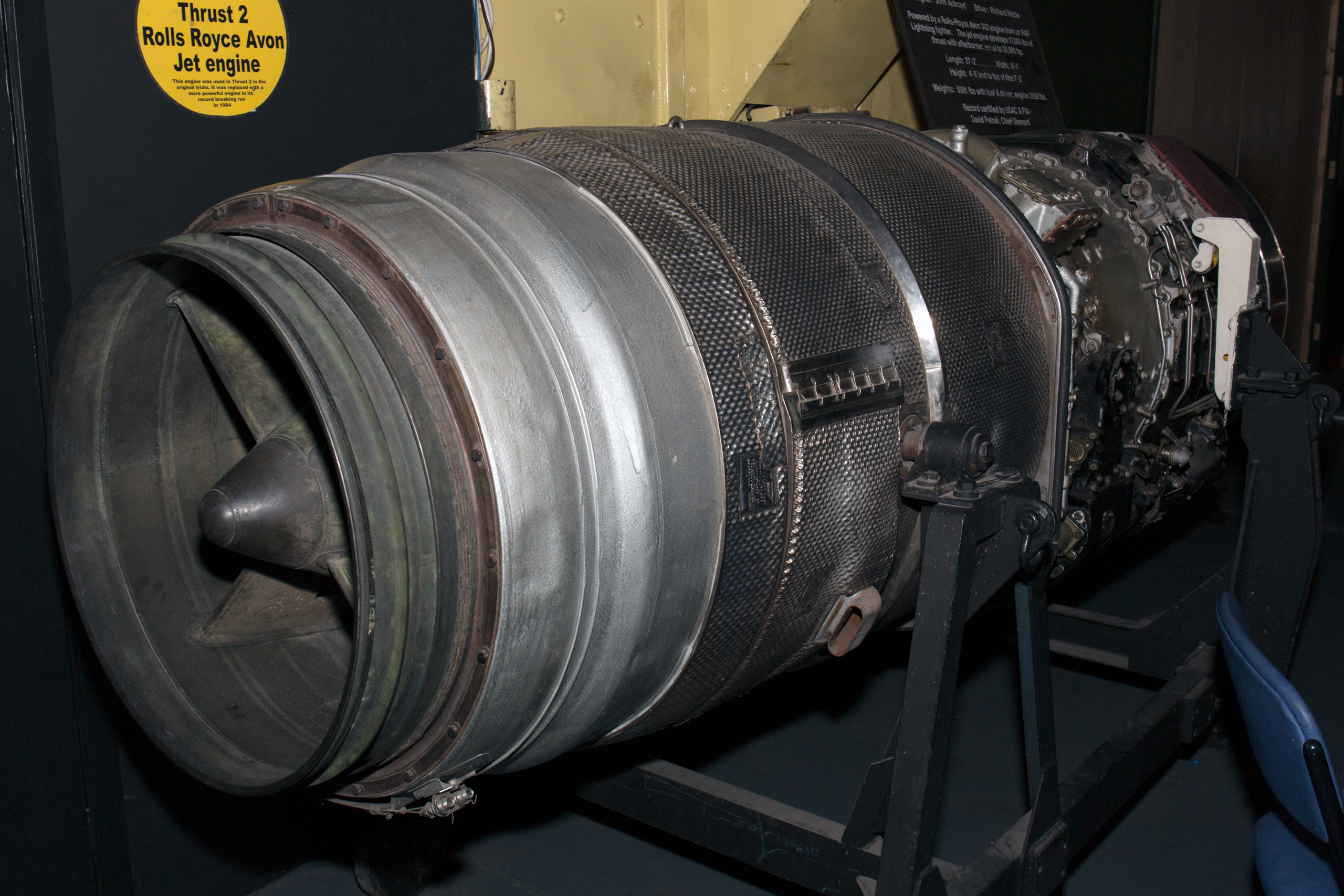
Rolls-Royce Avon Jet Engine von Thrust2
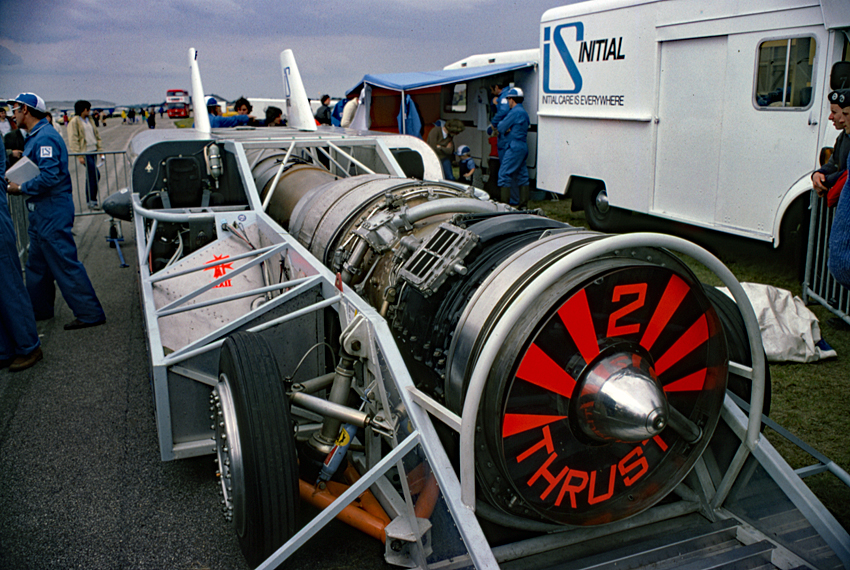
Chassis (Gitterrohrrahmen) ohne Verkleidung